# Parafia Nawiedzenia Najświętszej Maryi Panny w Zaborowie
Parafia Nawiedzenia Najświętszej Maryi Panny w Zaborowie – parafia rzymskokatolicka znajdująca się w diecezji tarnowskiej, w dekanacie Radłów. 

## O parafii
Parafia Nawiedzenia NMP w Zaborowie została erygowana w 1919 r. Została wydzielona z obszaru parafii Szczurowa. W Zaborowie istniały trzy kościoły. Poprzedni drewniany kościół (przed obecnym), był już drugim w Zaborowie, wzniesiony w r. 1835 i konsekrowany przez biskupa tarnowskiego Alojzego Pukalskiego w 1858 r. Kościół ten został rozebrany w 1950 r. w czasie budowy obecnego murowanego kościoła. Obecna świątynia parafialna powstała w latach 1949–1951. Nowy kościół konsekrował biskup Karol Pękala w 1967 r.

## Zasięg parafii
Do parafii należą wierni z miejscowości: Zaborów, Dołęga (kaplica dojazdowa), Księże Kopacze, Kwików i Pojawie.

## Proboszczowie
W ostatnich latach proboszczami parafii Nawiedzenia NMP w Zaborowie byli:
- ks. Piotr Ścipień (2009–2015)
- ks. Józef Oleksy (2015–2024)
- ks. Zygmunt Frączek (od 2024)